# 八尾サティ
八尾サティはかつて八尾市北本町に存在し、マイカルが運営していたショッピングセンターである。

## 概要
ニチイ八尾ショッピングデパートとして1977年（昭和52年）9月23日に開業。鉄筋コンクリート造で地下1階地上5階建てとなっていた。ニチイ開業前はボウリング場であった。周辺には西武百貨店八尾店（現・LINOAS）や八尾市役所があった。
2006年（平成18年）12月4日にアリオ八尾が開業したことに伴い、2007年（平成19年）2月28日に閉業。約30年の歴史に幕を降ろした。
店舗施設は解体撤去され、駐車場跡には2011年（平成23年）12月に大阪経済法科大学の八尾駅前キャンパスが完成し、翌2012年（平成24年）2月から学生の利用が開始された。店舗跡には2010年（平成22年）3月にマンションが建設された。

## 沿革
- 1977年（昭和52年）9月23日 - ニチイ八尾ショッピングデパートとして開業。
- 2007年（平成19年）2月28日 - 閉業。